# 黛比·罗薇
德博拉·珍妮·黛比·罗薇（英語：Deborah Jeanne "Debbie" Rowe，1958年12月6日—）是一位美国皮肤病学护士，知名于与迈克尔·杰克逊的婚姻，两人生有两名子女。罗薇居住在美国加利福尼亚州棕榈谷。